# Chili aux Jeux olympiques d'hiver de 1960
Le Chili participe aux Jeux olympiques d'hiver de 1960, qui ont lieu à Squaw Valley aux États-Unis. Ce pays, représenté par cinq athlètes en ski alpin, prend part aux Jeux d'hiver pour la quatrième fois de son histoire. Les athlètes ne remportent pas de médaille.

## Délégation
Le tableau suivant montre le nombre d'athlètes chiliens dans chaque discipline :
| Sport     | Hommes | Femmes | Total |
| --------- | ------ | ------ | ----- |
| Ski Alpin | 5      | 0      | 5     |
| Total     | 5      | 0      | 5     |

## Résultats

### Ski alpin
Homme
| Athlète          | Épreuve      | Manche 1     | Manche 1 | Manche 2     | Manche 2 | Total        | Total |
| Athlète          | Épreuve      | Temps        | Rang     | Temps        | Rang     | Temps        | Rang  |
| ---------------- | ------------ | ------------ | -------- | ------------ | -------- | ------------ | ----- |
| Víctor Tagle     | Descente     |              |          |              |          | 2 min 26 s 9 | 39    |
| Hernán Boher     | Descente     |              |          |              |          | 2 min 26 s 7 | 38    |
| Vicente Vera     | Descente     |              |          |              |          | 2 min 24 s 5 | 32    |
| Francisco Cortés | Descente     |              |          |              |          | 2 min 20 s 8 | 31    |
| Hernán Boher     | Slalom géant |              |          |              |          | 2 min 28 s 5 | 56    |
| Francisco Cortés | Slalom géant |              |          |              |          | 2 min 14 s 3 | 46    |
| Vicente Vera     | Slalom géant |              |          |              |          | 2 min 07 s 7 | 38    |
| Mario Vera       | Slalom géant |              |          |              |          | 2 min 06 s 8 | 36    |
| Víctor Tagle     | Slalom       | DSQ          | –        | –            | –        | DSQ          | –     |
| Francisco Cortés | Slalom       | n/a          | n/a      | DSQ          | –        | DSQ          | –     |
| Hernán Boher     | Slalom       | 1 min 24 s 2 | 37       | 1 min 22 s 9 | 28       | 2 min 47 s 1 | 28    |
| Vicente Vera     | Slalom       | 1 min 20 s 4 | 29       | DSQ          | –        | DSQ          | –     |